# Kip Thorne
Pour les articles homonymes, voir Thorne.
 (mai 2015).
Si vous disposez d'ouvrages ou d'articles de référence ou si vous connaissez des sites web de qualité traitant du thème abordé ici, merci de compléter l'article en donnant les références utiles à sa vérifiabilité et en les liant à la section « Notes et références ».
Kip Stephen Thorne, né le 1er juin 1940 à Logan (Utah), est un physicien théoricien américain, connu pour ses contributions prolifiques dans le domaine de la gravitation, de la physique et de l'astrophysique.
Ses travaux dans le domaine des ondes gravitationnelles lui valent le prix Nobel de physique en 2017, qu'il partage avec Rainer Weiss et Barry C. Barish. Il est un expert dans le domaine des implications astrophysiques de la théorie de la relativité d'Einstein. Il a été consultant pour le film Interstellar.
Il a occupé la chaire de physique théorique Professeur Feynman à l'université de Caltech jusqu'en 2009.

## Biographie
Thorne est né à Logan dans l'Utah. Il a obtenu son Bachelor of Science à Caltech en 1962, et son doctorat à l'université de Princeton en 1965 sous la direction de John A. Wheeler. Thorne retourna ensuite à Caltech en tant que professeur associé en 1967 et devint professeur en physique théorique en 1970. Il occupa la chaire Professeur William R. Kenan, Jr. en 1981 puis la chaire de physique théorique Professeur Feynman en 1991. Au fil des ans, Thorne a servi de mentor et de directeur de thèse pour de nombreux théoriciens qui travaillent à présent sur divers aspects de la relativité générale.

## Domaines de recherche
Les principaux domaines de recherche du professeur Kip S. Thorne sont la théorie de la relativité générale d'Einstein et l'astrophysique. Les contributions scientifiques de Thorne, qui se concentrent sur la nature générale de l'espace, du temps, et de la gravité, couvrent tous les sujets de la relativité générale, incluant la confrontation aux théories de la gravité rivales, les applications de la relativité aux structures stellaires et à leur évolution (par exemple, ses études des structures et de l'évolution des étoiles massives qui ont un trou noir ou une étoile à neutrons comme stade final), les trous noirs, les trous de ver, les gravitons, et les ondes gravitationnelles. Il est peut-être plus connu pour sa théorie controversée selon laquelle les trous de ver pourraient être utilisés pour voyager dans le temps.
Thorne est la première personne à mener des recherches scientifiques dans le but de savoir si les lois de la physique permettent à l'espace et au temps d'être multiplement connectés (les vortex traversables et les machines à remonter le temps peuvent-elles exister?). Thorne a également étudié des sujets tels que l'origine statistique de l'entropie d'un trou noir, et l'entropie du fond cosmologique selon un modèle inflationnel de l'Univers.
Parmi une poignée de physiciens, le professeur Thorne est considéré comme l'une des références mondiales en matière d'ondes gravitationnelles. Son travail portait en partie sur la prédiction de la force de ces ondes et de leurs signatures temporelles observées depuis la Terre. Ces «signatures» sont d'une grande utilité pour LIGO (Laser Interferometer Gravitational Wave Observatory), une expérience multi-institutionnelle sur les ondes gravitationnelles dont Thorne a été l'un des principaux partisans - en 1984, il a cofondé le projet LIGO (le plus gros projet jamais financé par la NSF) pour discerner et mesurer des fluctuations entre plusieurs points «statiques» ; de telles fluctuations seraient une preuve de l'existence des ondes gravitationnelles, telles que les calculs les décrivent. Plus important, il a établi les bases d'une théorie des pulsations des étoiles relativistes et de la radiation gravitationnelle qu'elles émettent.

## Publications
Thorne a écrit et édité des livres à propos de la théorie de la gravitation et de l'astrophysique des hautes énergies. En 1973, il a coécrit le manuel Gravitation avec Charles Misner et John Wheeler ; la plupart des scientifiques de la génération actuelle ont appris la relativité générale par ce texte. En 1994, il a publié Trous noirs et distorsions du temps : l'héritage sulfureux d'Einstein, un livre de vulgarisation plusieurs fois primé. Le livre a été traduit en six langues. Thorne a également publié plus de 150 articles dans des journaux scientifiques.
Thorne est connu pour sa puissance de persuasion des chercheurs comme de l'homme de la rue concernant les découvertes sur la gravitation et l'astrophysique. En 1999, il émet des spéculations sur les questions auxquelles le XXIe siècle trouvera peut-être des réponses :
- La trame de l'espace-temps et le quantum ont-ils créé ensemble l'Univers ?
- Existe-t-il un « côté obscur de l'Univers », composé de l'ensemble des objets de type trous noirs ?
- Pouvons-nous observer la naissance de l'Univers et de son côté obscur en utilisant les radiations provenant des trames de l'espace-temps, ou les hypothétiques « ondes gravitationnelles » ?
- La technologie du XXIe siècle révèlera-t-elle le comportement du quantum dans le royaume des objets de taille humaine ?

Ses présentations sur des sujets tels que les trous noirs, les ondes gravitationnelles, la relativité, le voyage dans le temps ou les trous de ver ont été incluses dans des programmes du PBS aux États-Unis et sur la BBC au Royaume-Uni.
Le travail de Thorne est apparu dans des magazines et des encyclopédies tels que :
- Scientific American,
- McGraw-Hill Yearbook of Science and Technology, et
- Collier's Encyclopedia parmi tant d'autres.

## Honneurs et récompenses
Thorne a été élu :
- à l'Académie américaine des arts et des sciences, aux États-Unis,
- à l'Académie nationale des sciences, également aux États-Unis,
- à l'Académie des sciences de Russie, et
- à la Société américaine de philosophie, aussi aux États-Unis.

Il a été récompensé par de nombreux prix dont :
- le prix Nobel de physique, en 2017,

- le prix Georges-Lemaître, en 2016, à l'Université catholique de Louvain
- l'American Institute of Physics Science Writing Award in Physics and Astronomy,
- le Phi Beta Kappa Science Writing Award,
- le prix Lilienfeld de la Société américaine de physique,
- la médaille Karl-Schwarzschild de la Société astronomique allemande,
- le prix Robinson de cosmologie de l'Université de Newcastle en Angleterre,
- le Common Wealth Awards for Science and Invention de la Sigma Xi: The Scientific Research Society, et
- le prix du scientifique de l'année de Californie du California Science Center.

Il a également reçu un diplôme honorifique de docteur en lettres humaines de la Claremont Graduate University (en).
Par ailleurs, l'astéroïde (16740) Kipthorne a été nommé en son honneur.
Le Dr Thorne a été membre :
- du Comité international sur la relativité générale et la gravitation,
- du Comité sur la coopération américano-soviétique en physique, et
- du National Academy of Sciences' Space Science Board, qui a conseillé la NASA et le Congrès sur la politique spatiale américaine.

## Culture populaire
Kip S. Thorne a participé au scénario du film de Christopher Nolan, Interstellar, qui raconte l'histoire d'un groupe d'explorateurs voyageant à travers les trous de ver. Il apparaît dans l'épisode 18 de la saison 12 de la série The Big Bang Theory, où il joue son propre rôle.